# モンテスキュー (ロット＝エ＝ガロンヌ県)
モンテスキュー（Montesquieu）は、ロット＝エ＝ガロンヌ県にあるフランスのコミューンの一つである。

## 地理
面積25km2 余りのモンテスキューは、所属するラヴァルダック小郡の中では最大級のコミューンである。専ら農業が営まれているコミューンで、様々な田園風景を見せてくれる。丘の斜面にはブドウ畑が広がり、沖積層の平野にはガロンヌ運河（Canal de Garonne）が流れ、穀物や果物の生産が行われている。

## 歴史
モンテスキューの地はかつてブリュイロワ子爵領（vicomté du Bruilhois）に含まれていた。この子爵領はグザントライユの領主家（les seigneurs de Xantrailles）が代々受け継いだのち、ナバラ王家に渡った。アンリ4世の後は1789年のフランス革命まで、フランス王家がブリュイロワ子爵の称号を世襲した。
1162年にはモンテスキウム（Monteschivum）の名で史料に登場しているが、現在の名前をMont-Esquieu （Esquieuな山）と分けて読めば、その語源は明快である。esquieuは古いオック語の esquiu に由来し、「厳しい、未墾の、山がちな」などを意味する。この名前は峻厳な小丘の斜面に孤立しているモンテスキューの立地をうまく言い表している。
封建時代にはガロンヌ川沿いの渓谷にある岩だらけの突出部にモンテスキュー城が築かれた。この城は、岩々に錨を下ろし、舳先を道に突き出し、船尾を平原に広げた船の姿をしており、その全体的な設計から、ボナギュイユの城を思い起させるものである。このモンテスキュー城は、長い間にイギリス軍の占領、略奪、宗教戦争の戦火などにさらされた。
モンテスキュー村の名は、思想家モンテスキューの名にも使われている。モンテスキュー（1689年-1755年）、より正確にはモンテスキュー男爵シャルル・ルイ・ド・スゴンダは、ベリー出身のアジャンの有力な一族、スゴンダ家の出身であった。スゴンダ家は15世紀にアジュノワ地方に移り住み、アルブレ家に仕えていた。そのアルブレ家の最後の当主であるナバラ女王ジャンヌ・ダルブレは、スゴンダ家の忠君ぶりを称え、モンテスキューの地をジャン・ド・スゴンダに下賜した。この後、ジャンは1564年10月にモンテスキューの領主（Seigneur de Montesquieu）となった。1606年2月にはその息子ジャコブ・ド・スゴンダのために、ジャンヌの息子であるフランス王アンリ4世がモンテスキューの地を男爵領とした。これによりモンテスキュー男爵となったジャコブこそ、かの有名な思想家モンテスキューの祖父に他ならない。

## 経済
モンテスキューの主たる産業は農業である。その主な農産物は、コート・ド・ビュゼ（côtes de Buzet）と銘柄表示されているワインのほか、穀物、果物（特にリンゴや干しスモモ）とその苗木類などである。
また、ガロンヌ川沿いの肥沃な土地には、アキテーヌ地域圏植生コンセルヴァトワール（Conservatoire végétal régional d'Aquitaine）が設置されている。その役目は地方に古くからある果物の遺産を再発見、保護し、その再評価を保証することにある。

## 名所
- モンテスキュー城 - 今日ではもはや3つの門が開いている城壁、衛兵の詰所、深い井戸などしか残っていない。思想家モンテスキューの時代には既に酷い有り様だったため、彼は同じガロンヌ川沿いでも、むしろサユック（Sahuc）の私邸に赴いていた。
- アキテーヌ地域圏植生コンセルヴァトワール[1]